# Darryl F. Zanuck
Darryl F. Zanuck (* 5. September 1902 in Wahoo, Nebraska; † 22. Dezember 1979 in Palm Springs, Kalifornien) war ein US-amerikanischer Filmproduzent und Drehbuchautor. Als Mitgründer und langjährige Führungskraft von 20th Century Fox zählte er zu den Mogulen des klassischen Studiosystems in Hollywood. Später war er auch als unabhängiger Filmproduzent tätig. Zanuck arbeitete auch unter den Pseudonymen Mark Canfield, Melville Crossman und Gregory Rogers.

## Leben
Zanuck war lange Jahre Produktionschef bei Warner Brothers (siehe Warner Bros. Entertainment). Im Jahr 1933 gründete Zanuck zusammen mit Joseph Schenck die Firma 20th Century Pictures. 1935 fusionierte ihr Unternehmen mit der Fox Film Company zur 20th Century Fox mit Zanuck als Vizepräsident.
Für Schlagende Wetter wurde er 1942 als Produzent mit dem Oscar für den besten Film ausgezeichnet. Dreimal wurde er in seiner Karriere mit dem Irving G. Thalberg Memorial Award ausgezeichnet. Des Weiteren gibt es ihm zu Ehren einen Stern auf dem Hollywood Walk of Fame. 1954 erhielt er einen Golden Globe für sein Lebenswerk. Er ist Ehrenmitglied der Directors Guild of America.
Zwei weitere Oscar-Nominierungen brachten ihm Der FBI-Agent (beste Originalgeschichte) und Der längste Tag (bester Film) ein, fünfmal war er für den Laurel Award nominiert.
Von 1924 bis zu seinem Tod war er mit der Schauspielerin Virginia Fox verheiratet, gemeinsam hatten sie drei Kinder. Einer seiner Söhne war der Filmproduzent Richard D. Zanuck. Senta Berger berichtet von einem brutalen sexuellen Übergriff auf sie, Natalie Wood und Joan Collins  haben Ähnliches bestätigt.
Der Mount Zanuck und dessen Nebengipfel Zanuck East Peak in der Antarktis tragen seinen Namen.
Im Film Jerry Cotton aus dem Jahr 2010 ist Daryl Zanuck der Name der Leiterin der Dienstaufsichtsbehörde.

## Filmografie (Auswahl)

### Als Produzent
- 1925: Lady Windermeres Fächer (Lady Windermere's Fan)
- 1926: So ist Paris (So This Is Paris)
- 1927: Die letzten Tage von San Francisco (Old San Francisco)
- 1928: Die Bankräuber von New York (Tenderloin)
- 1928: Die Arche Noah (Noah’s Ark)
- 1931: Der öffentliche Feind (The Public Enemy)
- 1931: Der kleine Cäsar (Little Caesar)
- 1932: Doctor X
- 1932: Die Hütte im Baumwollfeld (The Cabin in the Cotton)
- 1932: 20.000 Jahre in Sing Sing (20,000 Years in Sing Sing)
- 1932: Three on a Match
- 1933: Die 42. Straße (42nd Street)
- 1933: Spätere Heirat ausgeschlossen (Ex-Lady)
- 1934: Alles liebt, alles lügt (The Affairs of Cellini)
- 1934: Die Rothschilds (The House of Rothschild)
- 1934: Bulldog Drummond schlägt zurück (Bulldog Drummond Strikes Back)
- 1934: Zirkus Barnum (The Mighty Barnum)
- 1935: Goldfieber in Alaska (The Call of the Wild)
- 1935: Die Elenden (Les Misérables)
- 1935: Der Mann, der die Bank von Monte Carlo sprengte (The Man Who Broke the Bank at Monte Carlo)
- 1935: Metropolitan
- 1935: Folies Bergère de Paris
- 1935: Musik um Mitternacht (Thanks a Million)
- 1935: Zeig’ kein Erbarmen! (Show Them No Mercy!)
- 1936: Sonnenscheinchen (Stowaway)
- 1936: Der kleinste Rebell (The Littlest Rebel)
- 1936: Der Gefangene der Haifischinsel (The Prisoner of Shark Island)
- 1936: Der springende Punkt (Pigskin Parade)
- 1936: Sing, Baby, Sing
- 1936: Sonnenmädel (Dimples)
- 1937: Heidi
- 1937: Im siebenten Himmel (Seventh Heaven)
- 1937: Rekrut Willie Winkie (Wee Willie Winkie)
- 1938: Chicago (In Old Chicago)
- 1938: Die goldene Peitsche (Kentucky)
- 1938: Shirley auf Welle 303 (Rebecca of Sunnybrook Farm)
- 1939: Der junge Mr. Lincoln (Young Mr. Lincoln)
- 1939: Damals in Hollywood (Hollywood Calvacade)
- 1939: Liebe und Leben des Telefonbauers A. Bell (The Story of Alexander Graham Bell)
- 1939: Die kleine Prinzessin (The Little Princess)
- 1939: Fräulein Winnetou (Susannah of the Mounties)
- 1939: Jesse James, Mann ohne Gesetz (Jesse James)
- 1939: Die Abenteuer des Sherlock Holmes (The Adventures of Sherlock Holmes)
- 1939: Der Hund von Baskerville (The Hound of the Baskervilles)
- 1939: Nacht über Indien (The Rains Came)
- 1939: Swanee River
- 1940: The Blue Bird
- 1940: Früchte des Zorns (The Grapes of Wrath)
- 1940: Lillian Russell
- 1940: Rache für Jesse James (The Return of Jesse James)
- 1940: Treck nach Utah (Brigham Young – Frontiersman)
- 1940: Galopp ins Glück (Down Argentine Way)
- 1940: Im Zeichen des Zorro (The Mark of Zorro)
- 1941: Tall, Dark and Handsome
- 1941: Tabakstraße (Tobacco Road)
- 1941: Überfall der Ogalalla (Western Union)
- 1941: Schlagende Wetter (How Green Was My Valley)
- 1941: König der Toreros (Blood and Sand)
- 1941: A Yank in the R.A.F.
- 1942: Abenteuer in der Südsee (Son of Fury: The Story of Benjamin Blake)
- 1942: To the Shores of Tripoli
- 1943: Das Lied von Bernadette (The Song of Bernadette)
- 1943: Crash Dive
- 1944: Wilson
- 1946: Auf Messers Schneide (The Razor’s Edge)
- 1946: 13 Rue Madeleine
- 1947: Tabu der Gerechten (Gentleman’s Agreement)
- 1949: Sand
- 1949: In den Klauen des Borgia (Prince of Foxes)
- 1949: Der Kommandeur (Twelve O’Clock High)
- 1949: Pinky
- 1950: Der Haß ist blind (No Way Out)
- 1950: Alles über Eva (All about Eve)
- 1951: People Will Talk
- 1951: David und Bathseba (David and Bathsheba)
- 1952: Schnee am Kilimandscharo (The Snows of Kilimanjaro)
- 1952: Viva Zapata!
- 1954: Sinuhe der Ägypter (The Egyptian)
- 1957: Zwischen Madrid und Paris (The Sun Also Rises)
- 1957: Heiße Erde (Island in the Sun)
- 1958: Der Barbar und die Geisha (The Barbarian and the Geisha) (ungenannt)
- 1958: Die Wurzeln des Himmels (The Roots of Heaven)
- 1962: Der Chapman-Report (The Chapman Report)
- 1962: Der längste Tag (The Longest Day)
- 1963: In Liebe eine 1 (Take Her, She’s Mine)
- 1964: Der Besuch (La vendetta della signora)

### Als Drehbuchautor
- 1924: Rin Tin Tin rettet seinen Herrn (Find Your Man)
- 1924: Rin Tin Tins Heldentat (The Lighthouse by the Sea)
- 1926: Der Deserteur (Across the Pacific)
- 1927: Die letzten Tage von San Francisco (Old San Francisco)
- 1928: Die Arche Noah (Noah’s Ark)
- 1932: Man Wanted
- 1933: Baby Face
- 1935: Der FBI-Agent (G-Man)